# Ogdoade

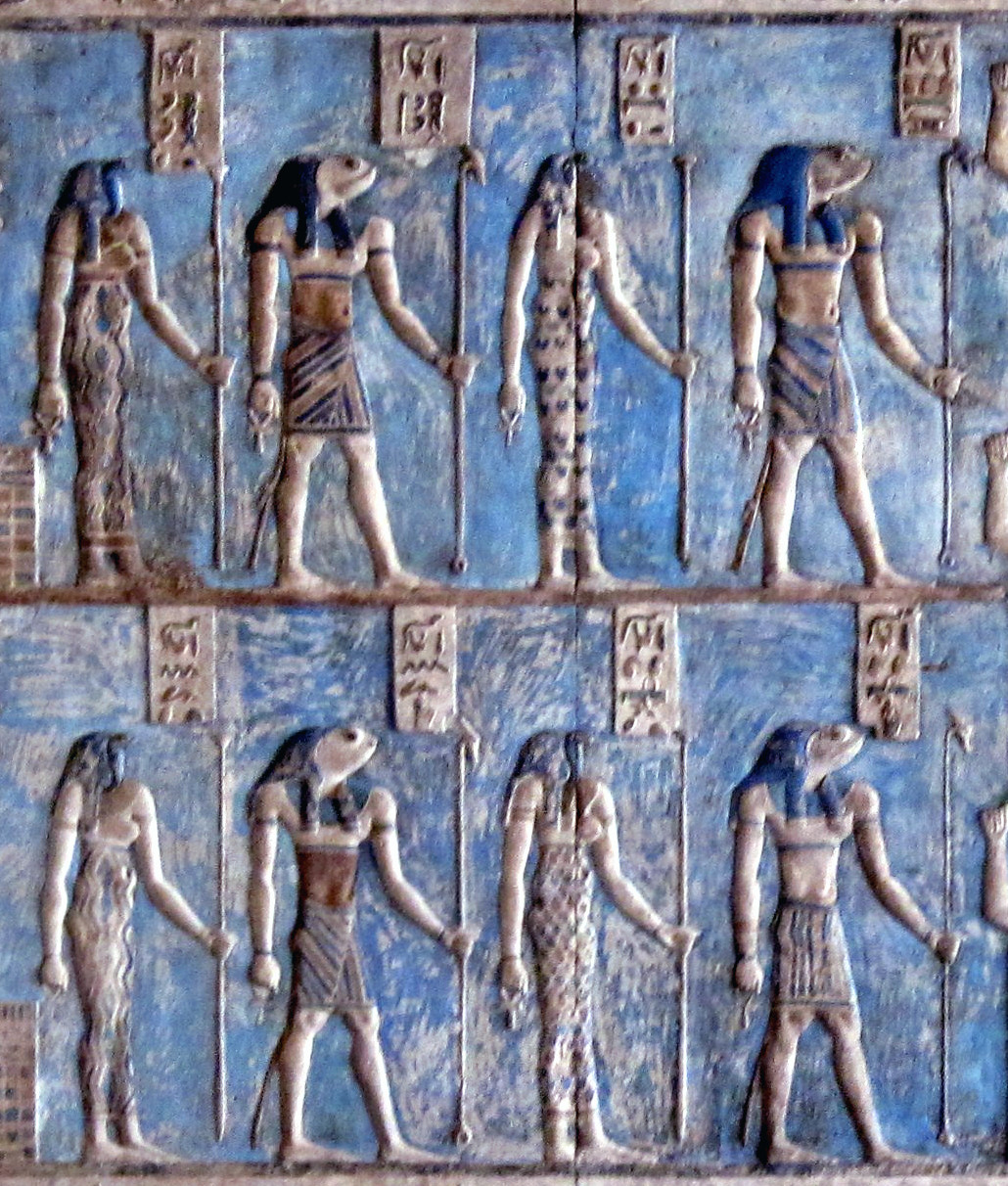
Le otto divinità costituenti l'Ogdoade di Ermopoli

Nella mitologia egizia l'Ogdoade, in ieratico: "hemeneyu", 
| Z1 · Z1 · Z1 · Z1 · Z1 · Z1 · Z1 · Z1 | M17 | M17 | G43 | G40 | Z3 |

ḫ m n y w
è l'insieme di otto divinità venerate a Khemno (Ermopoli). Secondo la mitologia, esistevano prima della creazione, personificando le forze primeve del Caos ed erano venerate ad Ermopoli, nel XV distretto dell'Alto Egitto.

## Caratteristiche
Tra le numerose cosmogonie egizie che comprendevano otto divinità primigenie, quella di Ermopoli, in egizio "Khemnu" ovvero "Città degli Otto", era la più astratta e aveva come particolarità solo otto divinità chiamate Heh con precise caratteristiche.
Nell'antico Egitto vigeva il principio della dualità intesa come forze uguali e contrapposte ma armoniosamente unite, per cui le divinità primigenie erano formate da coppie dove all'essenza maschile si opponeva quella femminile detta paredra. Esse erano:
- Nun e Nunet, le acque primordiali;
- Kuk e Keket, l'oscurità;
- Huh ed Huhet, l'illimitatezza;
- Amon ed Amonet, l'invisibilità.

Queste divinità avevano testa di rana per i maschi e di serpente per le femmine, animali simbolo delle acque da dove erano emersi.
Gli dei dell'Ogdoade generarono, ad Ermopoli, una collina di fango primordiale chiamata Isola delle Fiamme o Isola dei Coltelli. Qui, in maniera misteriosa dettero vita al sole (da cui il nome Isola delle fiamme). Infatti secondo il clero ermopolitano, le otto divinità risiedevano nel Caos ed oltre la creazione avevano anche il compito di consentire il sorgere del sole quotidianamente proteggendolo nell'Oltretomba.
La leggenda passata a Tebe si sarebbe trasformata e gli dei avrebbero creato un uovo, da cui nacque Amon, il dio-sole.
Con l'assunzione di sempre maggior potere da parte del clero di Amon (complesso templare di Karnak), quest'ultima divinità verrà umanizzata e gli verrà fornita una famiglia (secondo la struttura trinitaria tipica degli dei egizi) composta dalla moglie Mut e dal figlio Khonsu.
Dettò anche il dogma secondo cui l'Ogdoade si formò a Tebe, si trasferì ad Ermopoli per compiere la creazione ed infine sarebbe tornata a Tebe per andare a morire sulla collina di Medinet Habu dove sarà adorata fino al periodo tolemaico.

## Fonti
I primi cenni sull'Ogdoade si trovano scritti già nei "Testi dei sarcofagi" del Medio Regno, nei "Testi delle piramidi" e documentati già nella V dinastia nel tempio funerario del sovrano Sahura.
I testi sull'Ogdoade sono frammentati e scritti successivamente dal clero tebano che adattò la cosmogonia ermopolitana ai propri dogmi, come nella "Pietra di Shabaka" conosciuta anche come "Testo di Teologia Menfita".

## Evoluzione religiosa
Gli dei primevi sopravvissero nell'iconografia prendendo l'aspetto di babbuini cinocefali che salutano il sole nascente, Atum.
Durante il Medio Regno, Huh divenne il dio dell'eternità ed il Nun acquisì maggiore importanza nella religione egizia

## Altri miti dell'Ogdoade egizia
- I maschi dell'Ogdoade si sarebbero trasformati in un toro nero, le femmine in una vacca nera e la collina primordiale si sarebbe formata dallo sperma del toro;
- Il sole costituiva l'embrione di un uovo nascosto dall'Ogdoade nell'Isola delle fiamme;
- L'Ogdoade ed il sole dipendevano dal dio Thot che depose sulla collina l'astro addormentato[2];
- La nascita del dio sole Atum, con l'aspetto di un fanciullo con il dito in bocca, nato dalla fecondazione del loto primordiale da parte degli dei dell'Ogdoade.

## Centri di culto egizi
L'Ogdoade aveva numerosi centri di culto, oltre Ermopoli, quali Medinet Habu, Esna e Tebe.

## Ogdoade cristiana e gnostica
Collegamenti con quella egizia si possono stabilire con l'Ogdoade cristiana e gnostica di cui si rintracciano le origini nel vescovo Valentino (135-160 d.C.), nato in Egitto, dove peraltro gli gnostici avevno il loro centro d'influenza ad Alessandria.
Nel sistema valentiniano l'Ogdoade indica un sistema di Eoni o livelli cosmologici basati sulla numerologia dell'otto.